# Vier Gesänge opus 10
Vier Gesänge opus 10 is de tiende liederenbundel van de Noorse componiste Agathe Backer-Grøndahl. Het betreft hier de toonzetting van een viertal Duitse gedichten, terwijl de voorgaande bundels voornamelijk toonzettingen waren van Deense en Zweedse teksten. De bundel werd uitgegeven door Warmuth Musikforlag uit Christiania.
De vier gedichten zijn:
- Wie gerne dir zu Füssen op tekst van Moritz Graf Strachwitz in andante sostenuto
- Wenn ich auf dem Lager liege op tekst van Heinrich Heine in andantino
- Es fällt ein Stern hinunter op tekst van Heinrich Heine in andantino
- Juniabend op tekst van Hermann Schultz in andante sostenuto.

Het laatste lied is opgedragen aan Eilif Peterssen. Hij was een Noors kunstschilder en docent van Harriet Backer, zus van Agathe.